# رافاييل نافارو
رافاييل نافارو (بالإسبانية: Rafael Navarro)‏ هو رسام إسباني، ولد في 25 أبريل 1946 في قرطبة في إسبانيا، وتوفي بنفس المكان في 27 يوليو 2015.